# Nœud lymphatique brachial
Les nœuds lymphatiques brachiaux (ou ganglions lymphatiques huméraux) sont les nœuds lymphatiques profonds du bras situés le long de l'artère brachiale.
Ils sont drainés par les nœuds lymphatiques axillaires latéraux.